# Anício Paulino (prefeito urbano)
Anício Paulino (em latim: Anicius Paulinus) foi um oficial romano do século IV, ativo durante o reinado dos imperadores Graciano (r. 375–383), Valentiniano II (r. 375–392) e Teodósio I (r. 378–395)

## Vida

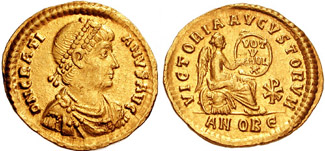
Soldo de Graciano r.

Paulino era possivelmente filho de Âmnio Anício Paulino ou Sexto Anício Paulino. Era patrono de Cápua e um dos senadores a ser honrado em Gortina em 382/383. Talvez pode ser o homônimo escolhido com Piniano e Postumiano como emissário do senado em 395/396. Segundo uma inscrição, era homem claríssimo e em 378/379 ocupou a posição de procônsul da Campânia. Em 380, era prefeito urbano de Roma.